# Keur Madiabel
Keur Madiabel est une localité située dans le Sine-Saloum, au sud-ouest du Sénégal, à 33 kilomètres de Kaolack, non loin de la frontière avec la Gambie.

## Histoire
Keur Madiabel fut créé au XIXe siècle, en 1883, par la famille des Lô, dirigée par Madiabel Lô, un Wolof.
Keur Madiabel était un chef-lieu d'arrondissement au temps de la colonisation. La localité a perdu ce rôle de premier plan au profit de Wack Ngouna, une localité plus petite, en raison d'enjeux politiques.

## Administration
Le village de Keur Madiabel fait partie de la communauté rurale de Keur Madiabel, qui se trouve dans l'arrondissement de Wack Ngouna, dans le département de Nioro du Rip (région de Kaolack).
Le village a été érigé en commune en 2008.

## Géographie
À vol d'oiseau, les localités les plus proches sont : Keur Madongo, Guilikhar, Taifa, Nianta, Missirah Diné, Touba Niane, Koudom et Keur Maniabe.

### Physique géologique
Le relief est plat. Bien arrosés pendant l'hivernage, les sols sont propices aux cultures maraîchères et arboricoles, mais subissent une forte érosion.

### Population
En 2003, la CR de Keur Madiabel comptait 15 221 personnes et 1 422 ménages. La population du village était de 5 397 habitants pour 504 ménages.

### Économie
Les principales activités sont l'élevage et l'agriculture. Keur Madiabel se trouve dans le bassin arachidier, mais cette production est désormais en déclin.

## Personnalités nées à Keur Madiabel
- Moustapha Niasse, homme politique ;
- Serigne Mbaye Thiam, homme politique ;
- Bassirou Kébé,  homme politique,  expert en protection de l'enfance